# Ubisch-Körper
Ubisch-Körper kommen auf manchen Pollenkörnern vor. Es sind kleine (meist unter einem Mikrometer), kugelförmige Gebilde aus Sporopollenin, die vom Tapetum gebildet werden und auf der Pollenoberfläche sitzen. Sie kommen besonders bei Pflanzen mit einem Sekretionstapetum vor. Sie kommen außer auf dem Pollen auch am Rand des Sekretionstapetums vor.
Ubisch-Körper wurden bereits im 19. Jahrhundert vereinzelt beobachtet. Detaillierter untersucht haben sie unabhängig voneinander Gerta von Ubisch und Lotte Kosmath 1927. John R. Rowley hat sie 1963 nach Ubisch benannt. Bis dahin wurden sie spheroids oder orbicules genannt.

## Belege
- W. Punt, P.P. Hoen, S. Blackmore, S. Nilsson, A. Le Thomas: Glossary of pollen and spore terminology. In: Review of Palaeobotany and Palynology. Band 143, 2007, S. 1–81. doi:10.1016/j.revpalbo.2006.06.008
- Gerhard Wagenitz: Wörterbuch der Botanik. Die Termini in ihrem historischen Zusammenhang. 2., erweiterte Auflage. Spektrum Akademischer Verlag, Heidelberg/Berlin 2003, ISBN 3-8274-1398-2, S. 338.